# Культура Чили
Материальная культура чилийского народа представляет собой сплав элементов испанской материальной культуры и культуры коренного населения страны, причём испанское начало преобладает.

## Литература

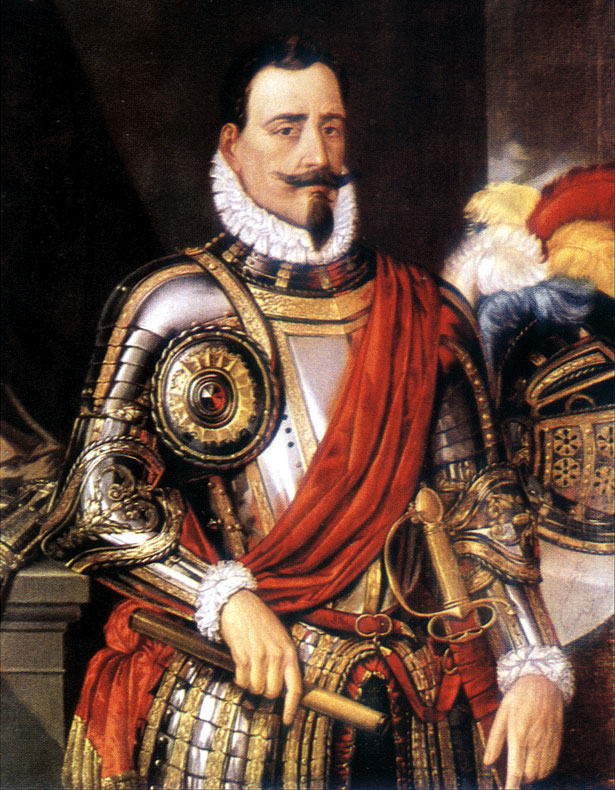
Педро де Вальдивия

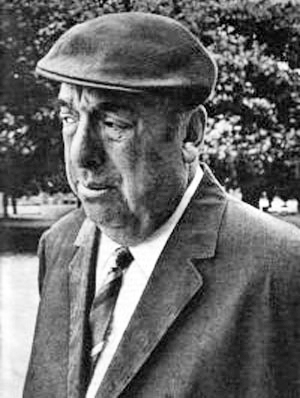
Пабло Неруда

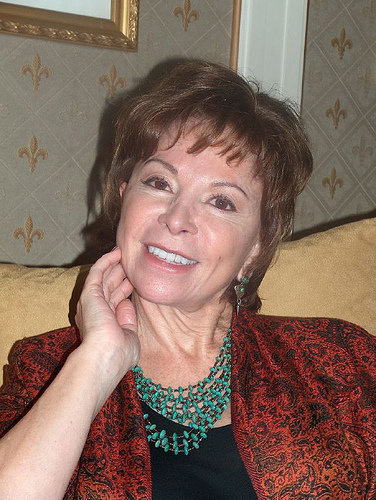
Писательница Исабель Альенде

## Архитектура

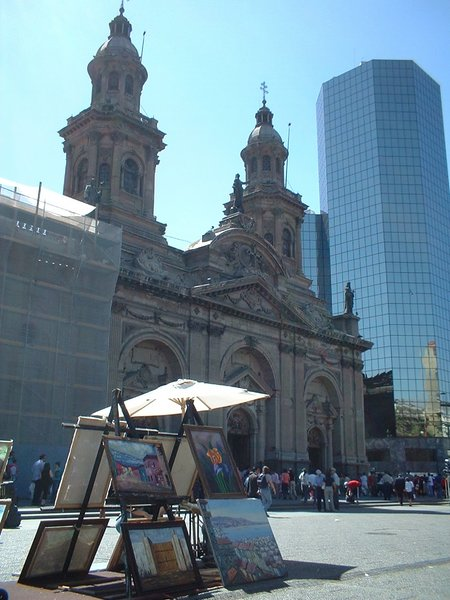
Собор в Сантьяго

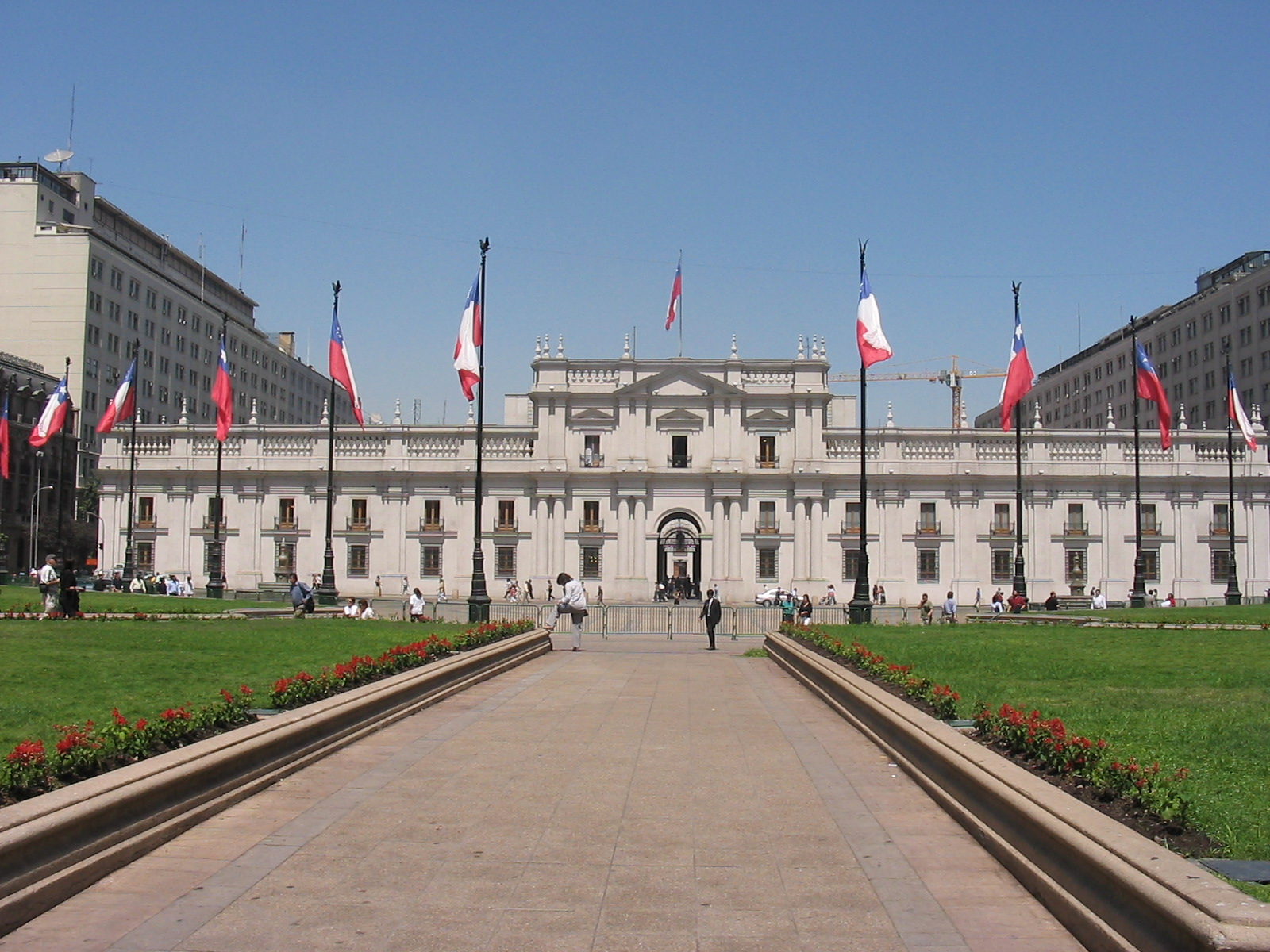
Дворец Ла-Монеда. Архитекторы X. Тоэска-и-Ричи, А. Кабальеро

От древних культур на севере страны сохранились руины крепостей и поселений. В индейских селениях пустыни Атакама индейцы строили хижины из камня и кактуса, а в южных долинах — из ила и дерева. Первый чилийский город Сантьяго (основан в 1541) получил прямоугольную сетку улиц (восток — запад, север — юг) с центральной площадью Пласа де Армас, по сторонам которой возвышаются здания колониального периода — собор (1541—1619; новое здание — 1780—1799, архитектор X. Тоэска-и-Ричи, 1745—1799) и ратуша (кабильдо; 1775—1807, архитекторы X. Тоэска-и-Ричи, М. де Хара Кемада). Большая часть одноэтажных зданий XVI—XVIII веков (с двориками-патио, порталами и узорными металлическими решётками на окнах) была разрушена землетрясениями и пожарами. В Сантьяго сохранились церкви Сан-Франсиско (1572—1618), Санто-Доминго (XVII—XVIII века). Дворец Ла-Монеда (1780—1805, архитекторы X. Тоэска-и-Ричи, А. Кабальеро) — характерный пример классицизма.
После освобождения от колониальной зависимости приобрела влияние французская архитектурно-художественная школа. В 1841—1853 был составлен проект реконструкции Сантьяго, в 1850 архитектор К. Ф. Брюне де Бен (1788—1855) основал первую национальную архитектурную школу при Чилийском университете в г. Сантьяго и построил там же «Театро мунисипаль» (1853), пассаж Мак-Клюр с аркадами, окружающими Пласа де Армас. Итальянский архитектор Э. Келли (1830—1890) руководил перестройкой «Театро мунисипаль» (1873) и строительством церквей, вместе с Л. Эно (1790—1880); построил в Сантьяго здание Национального конгресса (1876).
Во 2-й половине XIX века появляются работы представителей чилийской архитектурной школы. Среди первых национальных архитекторов: X. Гандарильяс (1810—1853), М. Альдунате (1815—1900), построивший здание Консистории и полицейские казармы в Вальпараисо (1867—79); Ф. Вивасета (1829—90), окончивший здание Чилийского университета (1854—74, начато Л. Эно), автор церкви Эль Кармен Альто (1865) и колокольни церкви Сан-Франсиско (1860) в Сантьяго; Р. Браун (1847—85), построивший музей в Вальпараисо, Центральный почтамт и галерею «Сан-Карлос» (1870) в Сантьяго. В конце XIX века в архитектуре, главным образом. в строительстве отелей и частных домов, проявился эклектизм, а в начале XX века распространение получил стиль «модерн».
С 20-х годов развивается архитектурное направление, освободившееся от иностранных влияний, связанное с традициями народной архитектуры. Значительным вкладом в национальное градостроительство была реконструкция центра Сантьяго (1938—1942). Монументальные общественные здания, возведённые по периметру площади Пласа де Армас, создали новую градостроительную основу центра столицы. Начиная с 50-х годов внимание уделяется комплексному строительству жилых районов в предместьях Сантьяго, в Арике, Антофагасте и других городах (архитекторы К. Брешани, Г. Вальдес, Ф. Кастильо, К. Гарсия Уйдобро).
Для 60-х — начала 70-х годов характерна ориентация на реконструкцию старых городских центров и строительство высотных зданий (проект реконструкции 4-х районов Сантьяго, 1965—1969, архитекторы Г. Сен-Жан и др.); одновременно разрабатываются конструкции, которые позволяют возводить здания до 20 этажей и выше, способные противостоять землетрясениям. Пример сейсмоустойчивого здания — фабрика, построенная в Сантьяго в 1962—1963 архитектором Э. Дуартом (1917 -) и Л. Митровицем. Монолитная бетонная решётка фасада обеспечивает жёсткость продольных стен, являясь в то же время солнцезащитным устройством. К образцам современной архитектуры относятся жилой комплекс «Гонсалес Кортес» (1960—1963, архитекторы С. Гонсалес, Э. и X. Мардонес, X. Поблете), комплекс Государственного технического университета (1962—1965, архитекторы К. Брешани, Г. Вальдес, Ф. Кастильо, К. Гарсия Уйдобро), отели «Каррера» и «Портильо» (архитекторы X. Смит Миллер, М. Лира), Школа права (архитектор X. Мартинес), здание экономических комиссий ООН для Латинской Америки (ЭКЛА, 1960—66, архитектор Э. Дуарт) в Сантьяго.

## Изобразительное искусство

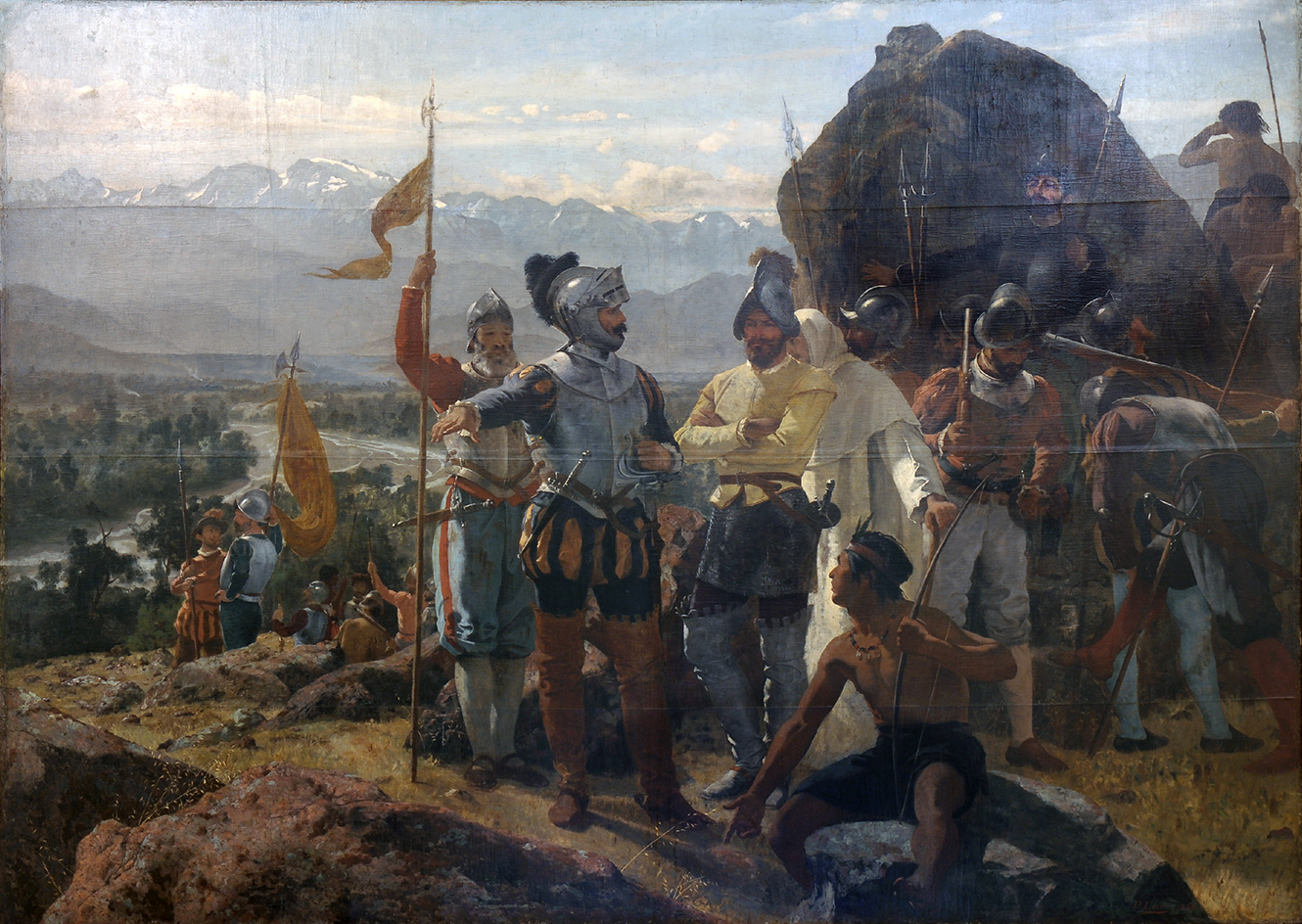
Картина художника Педро Лира «Основание Сантьяго», 1889 год

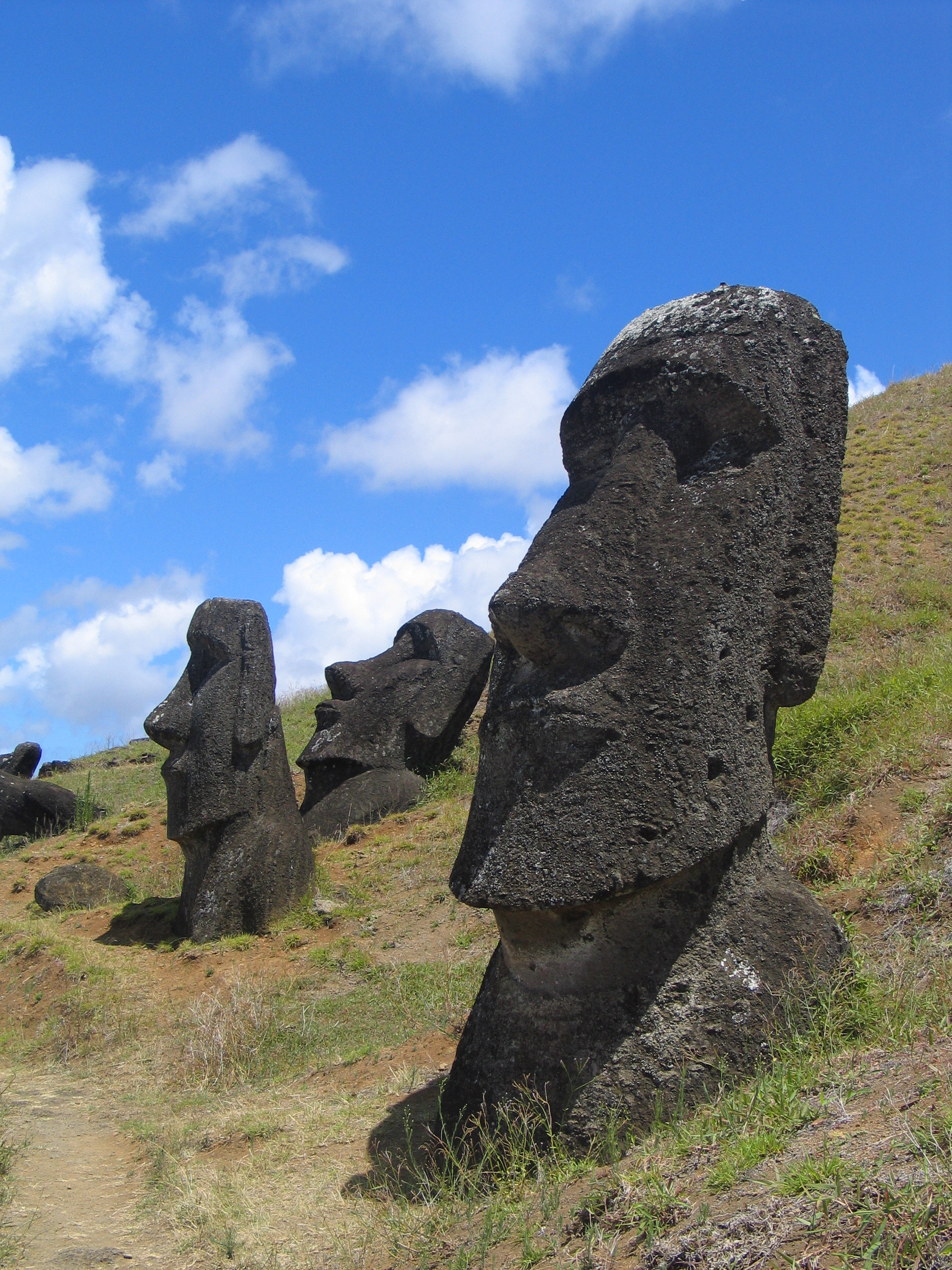
Моаи на острове Пасхи

В Чили сохранились остатки древних индейских культур, в том числе атакамской (на севере) и арауканской (на юге): керамические изделия, орнаментированные геометрическими рисунками и изображениями животных. В Сан-Педро-де-Атакама найдены наскальные рисунки. На острове Пасхи сохранились гигантские каменные изваяния, древняя деревянная утварь.
В колониальный период преобладала религиозная живопись. В 1-й половине XIX века в Чили работали главным образом иностранные мастера: Р. О. К. Монвуазен, Йоганн Мориц Ругендас, Ч. Вуд (1793—1856) и другие. В 1849 году была организована Школа изящных искусств в Сантьяго. Среди первых чилийских художников наиболее известны портретисты Ф. X. Мандьола (1820—1900), А. Гана (1823—1846). Во 2-й половине XIX века выдающиеся чилийские художники Педро Лира, М. А. Каро (1833—1903), Косме Сан-Мартин (1850—1905), Альфредо Валенсуэла Пуэльма (1856—1909) и другие заложили основы национальной пейзажной и исторической живописи, сочетая в своём творчестве принципы академического романтизма и классицизма с чертами реализма. Известные мастера конца XIX — начала XX веков Альберто Валенсуэла Льянос (1869—1925) и X. Ф. Гонсалес (1853—1933) работали под сильным влиянием импрессионизма, получившего развитие в чилийском искусстве 10-х годов XX века. Из основанной испанским художником Фернандо Альваресом де Сотомайором (1875—1960) группы «Столетие» (1910—13) вышли многие видные чилийские живописцы: А. Гордон (1883—1945), Э. Пласа (1892—1947), Пабло Бурчард (1873—1960) и другие.
В 1927—30 годах существовала группа «Монпарнас», с которой связано распространение в Чили модернистских течений: сюрреализма (Роберто Матта), кубизма (Камило Мори, 1896—1973), абстракционизма (Н. Антунес, род. 1918; Э. Саньярту, род. 1921). В этот же период возникло новое национальное реалистическое искусство. Отразили жизнь народа в своих произведениях график К. Эрмосилья Альварес и живописец М. Бонта (род. 1898). Их творчество и революционное искусство Мексики оказали влияние на последующее поколение художников, среди которых выделяются живописец и график X. Вентурельи, монументалист П. Лобос (род. 1918), художница К. Сереседа (род. 1927), монументалист и график X. Эскамес.
Одним из первых известных скульпторов Чили был А. Сантелисес (1734—1818). В XIX — начале XX веков в скульптуре Чили преобладал академизм. Реалистические тенденции получили развитие в творчестве Н. Пласы (1844—1918) и особенно в работах В. Ариаса (1855—1941). В середине XX века в чилийской скульптуре возрождаются монументальные и экспрессивные формы искусства Древней Америки (Л. Домингес, 1901—63; С. Роман Рохас, 1907—1990; М. Т. Пинто, род. 1910), распространяются и модернистские течения (X. Перотти, 1898—1956, М. Кольвин, род. 1917).

## Музыка
Древнюю музыкальную культуру сохраняют потомки чилийских аборигенов, в первую очередь арауканы. Разнообразны их сольные и коллективные песни (лирические, любовные, детские, трудовые, военные, магические), индивидуальные и массовые танцы. Среди музыкальных инструментов арауканов — ударные (барабан культрун, погремушка уада), духовые (трутрука, лолкинь, кюлькюль, пифюлька). Характерные для народной креольской музыки Чили песенные и песенно-танцевальные жанры — тонада, самакуэка (чаще куэка), куандо. Основные музыкальные инструменты — гитара, арфа, также гитаррон, который используют профессиональные народные певцы (уасо).
Профессиональное музыкальное искусство начало развиваться в годы борьбы за независимость и провозглашения республики. В 1-й и начале 2-й половины XIX века в Сантьяго были созданы филармоническое общество (1827), первая музыкальная школа (1849, с 1851 консерватория), «Театро мунисипаль» (1857). Существенная роль в музыкальной жизни страны принадлежала иностранным гастролёрам (в 1830 впервые выступила итальянская оперная труппа). Среди чилийских композиторов XIX века выделяются М. Роблес (автор первой национальной патриотической песни), X. Сапиола (прогрессивный общественный деятель, зачинатель музыкального движения среди рабочих, публицист), Э. Ортис де Сарате (автор первой чилийской оперы — «Цветочница из Лугано», 1895).
В 1-й половине XX века сформировалось два основных направления: сторонники национального стиля, отстаивающие национальные пути развития чилийской музыки, — К. Лавин, П. У. Альенде, К. Исамит Аларкон, X. Уррутия Блондель, разрабатывающие в своём творчестве креольский и арауканский фольклор; музыканты европейской ориентации, творчество которых связано с европейскими музыкальными течениями (импрессионизмом, экспрессионизмом, неоклассицизмом), — Энрике Соро, А. Котапос, Доминго Санта-Крус Вильсон, А. Летельер Льона, а также Xуан Оррего Салас (с 1961 — в США), К. Ботто, К. Риеско, А. Монтесино, Г. Бесерра.
В Сантьяго функционируют Симфонический оркестр Чили (основан в 1941 году), Муниципальный симфонический оркестр Сантьяго (основан в 1955 году), хор Чилийского университета (основан в 1945 году), струнный квартет Сантьяго (основан в 1954 году), Национальная консерватория, Институт распространения музыкального искусства (основан в 1940 году).

## Балет
Первые сведения о профессиональном балетном искусстве Чили относятся к середине XIX века. В Сантьяго в 1857 году был создан «Театро мунисипаль», где выступала итальянская опера, включавшая в спектакли балетные дивертисменты. С 1873 уже ставились и балетные представления. Приглашались европейские балерины — Дж. Энгельмайер, Б. Бьянки, Э. Лураски. В 1917—1918 годах Чили гастролировала труппа А. П. Павловой. В 1921 один из её танцовщиков, Я. Кавесский, открыл в Сантьяго первую балетную школу, работавшую до 1938. Рос интерес и к фольклорному танцу. В 1942 «Театро мунисипаль» поставил оперу-балет «Кауполикан» Р. Асеведо Рапосо, где использовались обрядовые танцы индейских племён.
В годы 2-й мировой войны в Чили приезжали европейские танцевальные коллективы, в том числе труппа К. Йосса (Германия), солисты которой Э. Утхофф и Л. Ботка создали первую постоянную национальную труппу при Институте распространения музыки Чилийского университета. Регулярные выступления труппы начались в 1945 году. С 1957 года труппа называется Национальный балет. Утхофф поставил балеты «Коппелия» Л. Делиба (1945), «Легенда об Иосифе» Р. Штрауса (1947), «Дон Жуан» К. В. Глюка (1950) и другие. В репертуар также вошли балеты Йосса «Зелёный стол» и «Блудный сын» Ф. Коэна, «Большой город» А. Тансмана, «Юность» на музыку Г. Ф. Генделя в обработке Xуана Оррего Саласа. С 1967 труппу возглавлял П. Бунстер, который поставил здесь «Калаукан» К. Чавеса, «Пустой стул» Фальябельи (1968) и др.
В 1949 году балетмейстеры Н. Гривцова и В. Сулима создали школу классического танца и труппу. Они же поставили «Бахчисарайский фонтан» Б. В. Асафьева, «Маскарад» на музыку А. И. Хачатуряна и национальный балет «Три паскуалы» Р. Асеведо. В 1959 году танцовщик и хореограф О. Чинтолези сформировал при «Театро мунисипаль» труппу «Эль бальет де арте модерно» (с 1965 — Муниципальный балет; возглавлял её до 1966). Труппа основывается на классической школе. Помимо классических балетов, которые ставили европейские и американские балетмейстеры С. Лифарь, А. Томский, М. Дейл, Н. Березов, создавались спектакли, использовавшие элементы национального фольклора («Волк», «Кровавая свадьба»). С начала 60-х годов XX века в репертуаре чилийских трупп — балеты на латиноамериканскую тематику: «Сурасо» Альберто Хинастеры (1962, балетмейстер П. Бунстер), «Уличный гимнаст» Xуана Оррего Саласа и другие.

## Драматический театр
Истоки театрального искусства Чили в обрядах, культовых церемониях местного населения. В XVII—XVIII веках иезуитами устраивались представления на религиозные сюжеты с включением элементов фольклора; учащиеся, ремесленники разыгрывали комедии, часто ими же сочинённые («Чилийский Геркулес»). В конце XVIII века во временном театре давала спектакли первая постоянная труппа X. Рубио в честь святых и вельмож, ставила испанские пьесы.
Первый публичный театр с национальной труппой Олаэса открыли в 1802 в Сантьяго. Здесь ставили испанские, а также популярные пьесы основоположника национальной драматургии X. Эганьи: «Долг побеждает любовь», «Магический квадрат Пифагора» и другие. Среди актёров труппы были Н. Брито и X. Моралес. В 1815 в Сантьяго построили крытый театр «Колисео», в 1820 — т. н. Главный театр (показывали древне-греческие пьесы, а также пьесы аргентинских и чилийских драматургов). Руководитель труппы Латорре стал первым педагогом актёрского мастерства. В 1842 пьесой «Любовь поэта» Андреса Бельо открылся театр Чилийского университета (с 1857 — «Театро мунисипаль»). В XIX веке театры (в том числе и частные) были созданы во многих городах страны.
Значительный вклад в развитие чилийского сценического искусства внесли известные зарубежные актёры и режиссёры: К. Агилар, Л. А. Моранте, X. А. Касакуберта, Ф. Касерес, X. Монтеро, П. Вила и др. Во 2-й половине XIX века чилийский театр обратился к произведениям драматургов-костумбристов в том числе Д. Барроса Греса («Как в Сантьяго?» (1875), «Рыбак рыбака видит издалёка» (1879), «Репетиция комедии» (1889) и др.). В 1871 драматурги и актёры объединились в кружок любителей драмы. Однако в репертуаре театров преобладали произведения испанских авторов. Сдвиг наметился в начале XX века, когда появились серьёзные пьесы В. Д. Сильвы на темы национальной жизни и психологической драмы Э. Барриоса.
В 1912 возникло Общество драматургов, а в 1915 — Общество театральных актёров. Важную роль в развитии национального театра сыграл актёр и драматург К. Карьола. В 20-х годах XX века образовался Синдикат театральных актёров (в 1954 слился с Обществом театральных актёров). Большое значение для формирования театра Чили имела деятельность Национальной драматической компании (основана в 1913 году) и труппы Брюле-Багена (основана в 1917 году), в которой сотрудничали театральные деятели А. Брюле, Л. Кордова, Р. Фронтаура, Э. Пуэльма, А. Флорес и другие. В репертуар театра входили пьесы классиков национальной драматургии А. Асеведо Эрнандеса, А. Мука и X. Луко Кручаги.
В 30-е годы XX века творческая деятельность испанской актрисы Маргариты Ширгу внесла оживление в театральную жизнь Чили (ввела в репертуар произведения Ф. Гарсии Лорки и др.). Появился интерес к социальным и моральным проблемам. Возникли экспериментальные театры Чилийского университета (1941) и Католического университета Чили (1943), деятельность которых имела значение для развития сценического искусства страны. Руководитель первого — П. де ла Барра готовил актёрские кадры, ставил произведения высокого художественного уровня. Здесь выросли актёры и режиссёры: М. Малуэнда, Р. Парада, Э. Мартинес, Р. Сотокониль, М. Гонсалес, В. Хара и другие. В 1946 группа актёров и любителей из этого театра, в том числе драматург Ф. Жоссо, образовала Независимый театр, стремившийся воплотить идеи К. С. Станиславского.
В 1959 на базе Экспериментального театра Чилийского университета был создан Театральный институт. В 1955—65 театр Католического университета Чили гастролировал в Лиме, Мадриде, Париже, Буэнос-Айресе и Мексике. Широко известны его деятели П. Мортейру, С. Пинейро, А. Гонсалес. В 50-е годы XX века появились экспериментальные театры и в филиалах Чилийского университета в городе Чильян (руководитель — режиссёр и драматург Э. Гахардо), Театральное объединение Вальпараисо (руководитель — режиссёр и драматург М. Портной), театр Консепсьонского университета. В 1950—1960-е годы появились драмы социальной направленности: С. Водановича («Сенатор с плохой репутацией», «Пусть собаки лают», «Виноградники» и др.); остросоциальная пьеса Ф. Жоссо «Ростовщик»; драмы Эгона Вольфа («Дети страха», «Тряпичные пары», «Интервенты»); И. Агирре («Посёлок Надежда», совместно с М. Рохасом).

## Кино
Рождение национального. кино в Чили относится к 1902, когда неизвестным оператором были засняты на плёнку манёвры пожарников в Сантьяго. В связи с празднованием 100-летия независимости Чили в 1910 вышли фильмы: «Открытие трансандской чилийско-аргентинской дороги», «Достопримечательности селитряных рудников», «Открытие дворца изящных искусств» и другие. В этот период в кино начали работать актёры, а впоследствии режиссёры П. Сьенна и Н. де ла Сотта. В содружестве с художником-карикатуристом X. Делано (Коке) У. Росас создал сатирический фильм «Лотерейный билет» (1914). В 20-е годы 20 столетия в Чили приехали иностранные продюсеры. Итальянский оператор С. Джамбастиани основал киностудию «Джамбастиани-фильмс», а финансовый магнат X. Фрей — студию «Ханс Фрей-фильме». В студии Джамбастиани были созданы наиболее интересные «немые» фильмы («Колода смерти», 1916, режиссёры. Сьенна и Делано; «Агония араукана», режиссёр Г. Буссениус, и «Человек из стали», режиссёр Сьенна, оба — 1917).
Развитию направления критического реализма способствовало творчество режиссёра Сьенны, создавшего фильмы на острые социальные темы, отмеченные гуманизмом: «Паяцы уходят» (1921), «Рывок расы» (1922), «Крик в море» (1924), «Гусар смерти» (1925, в основу фильма легли подлинные события из истории борьбы за национальную независимость). Те же темы развивал режиссёр Сотта: «Ласточка» (1924), «Молодость, любовь и грех» (1926). Фильмы Делано «Клянусь больше не любить» (1924), «Свет и тень» (1926), «Улица мечты» (1929) посвящены социальной проблематике.
В конце 20-х годах в чилийской кинематографии господствовали американские кинопромышленники, демонстрировались фильмы, ввозимые из США. В 1934 режиссёр Делано создал первый звуковой фильм «Север и юг». В 1934—38 выпускались в основном короткометражные документальные и хроникальные фильмы. Исключением явились социально-политической комедии режиссёра Делано «Девушка из Крильона» (1941) и «Таков Голливуд» (1944). В 1950—60-е годы в чилийском кино наступил спад, было выпущено 13 полнометражных фильмов (5 из них поставлены иностранными режиссёрами).
Новый этап начался с конца 50-х годов. При Католическом университете Чили в Сантьяго открылся Киноинститут (1958), выпускавший специализированные документальные фильмы (например, «Тело и кровь», 1962, режиссёр Р. Санчес, о таинствах религиозных обрядов). В 1960 при Чилийском университете были созданы отдел Экспериментального кино и Синематека. Молодые режиссёры сняли фильмы: «Путешествие в Сантьяго» (1960), «Пусть собаки лают» (1961), «Возвращение к молчанию» (1966, режиссёр Н. Крамаренко).
С приходом к власти правительства Сальвадора Альенде часть кинотеатров и киностудия «Чиле-фильмс» (основанная в 1942 году) были национализированы. На киностудии приступили к съёмкам фильмов коммунистической и революционной направленности. Фильмы того периода: «Земля обетованная» и «Товарищ Президент» (режиссёр Мигель Литтин), «Первый год» (режиссёр П. Гусман), «Одной молитвы мало» (режиссёр А. Франсия), «Благотворитель» (режиссёр Б. Гебель).
В первые дни военного переворота в сентябре 1973 студия «Чиле-фильмс» была разгромлена, сожжены киноархив и ленты, снятые при правительстве Альенде, более 100 кинематографистов пропали без вести.

## Спорт
Наибольшей популярностью в Чили пользуется футбол. Национальная федерация футбола была основана в 1895 году. С 1933 года регулярно проводится Чемпионат Чили по футболу. Сборная Чили — бронзовый призёр Чемпионата мира 1962 года. Наиболее популярные виды спорта: баскетбол, лёгкая и тяжёлая атлетика, фехтование, бейсбол, гимнастика, горные лыжи, подводная охота, дзюдо, шахматы, велосипедный и конный спорт.
Чили первой из стран Латинской Америки вышла на олимпийскую арену (в 1896 году) и принимала участие в большинстве игр Олимпиад (кроме Олимпийских игр 1900, 1904, 1908, 1932, 1980 годов) в соревнованиях по баскетболу, боксу, лёгкой атлетике, стрельбе, велосипедному, конному и некоторым другим видам спорта. Команда Чили становилась чемпионом мира по подводной охоте (1971). Среди известных спортсменов чемпионы мира по стрельбе X. Э. Лира (1965) и Хоттар (1966), по подводной охоте Р. Чоке (1971), рекордсмен мира в марафонском беге X. Хорнера Баскуньян (1918; его неофициальный мировой рекорд был превзойдён лишь в 1962).